# SP-141
A SP-141 é uma rodovia transversal do estado de São Paulo, administrada pelo Departamento de Estradas de Rodagem do Estado de São Paulo (DER-SP).

## Denominações
Recebe as seguintes denominações em seu trajeto:
Nome:	Laurindo Dias Minhoto, Senador, Rodovia
- De - até:	SP-270 Capela do Alto - Tatuí
- Legislação:	LEI 1.601 DE 17/04/78

Nome:	Mario Batista Mori, Rodovia
- De - até:	Tatuí - Cesário Lange
- Legislação:	LEI 1.143 DE 04/11/76

Nome:	Benedito de Oliveira Vaz, Prefeito, Rodovia
- De - até:	Cesário Lange - Porangaba
- Legislação:	LEI 4.352 DE 05/11/84

Nome:	Camilo Príncipe de Morais, Rodovia
- De - até:	Porangaba - Bofete
- Legislação: DEC. 19.576 DE 24/09/82

## Descrição
Principais pontos de passagem: SP 270 - Capela do Alto - Tatuí - Cesário Lange - Bofete

## Características

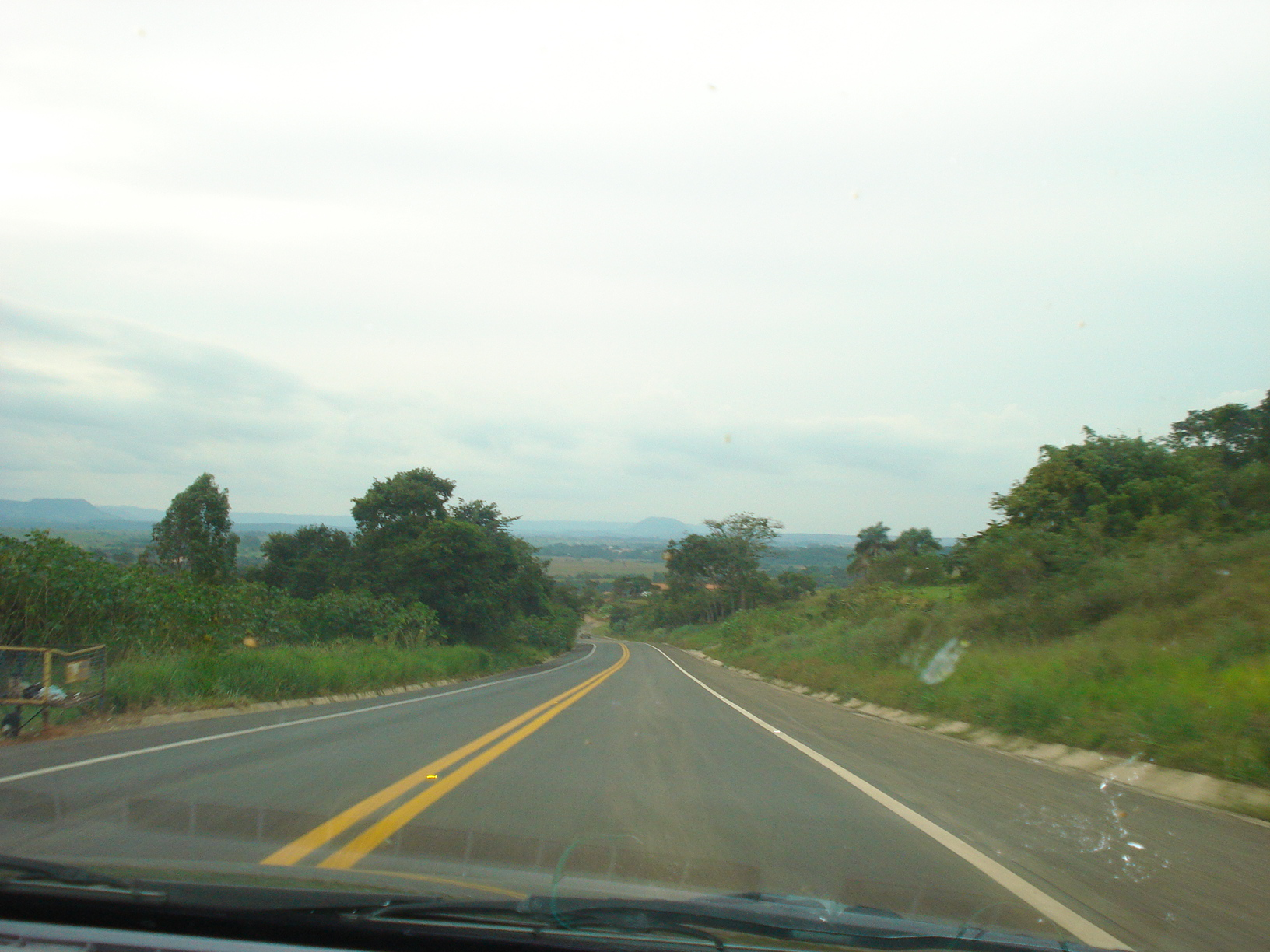
Trecho da SP-141 em Porangaba.

### Extensão
- Km Inicial: 0,000
- Km Final: 86,500

### Localidades atendidas
- Araçoiaba da Serra
- Capela do Alto
- Tatuí
- Cesário Lange
- Pereiras
- Quadra
- Porangaba
- Bofete